# Adelina Paschalis-Souvestre
Pour les articles homonymes, voir Pascalis et Souvestre.
Adelina Paschalis-Souvestre, née en 1847 à Varsovie et morte le 23 mars 1925 à Dresde, est une artiste lyrique et professeure de musique polonaise. 

## Biographie
Élève de Julián Dobrski (en), elle est diplômée du conservatoire de Varsovie. En 1867, elle part pour faire d'autres études vocales en Italie. Elle étudie à Milan avec G. Corsi et Francesco Lamperti. Le 15 janvier 1869, elle a fait ses débuts à Coni en Italie dans Norma; la même année, elle apparait dans Norma à Odessa. Dans les années suivantes, elle est prima donna, y compris à Rome, Palerme (1870), Turin, Gênes, Venise, Trieste, et aussi à Nice (1874), Barcelone (1875). En 1875, elle revient à Varsovie et le 28 décembre 1875, apparaît pour la première fois dans le rôle d'Amneris dans Aida; En 1875-1876, elle chante Azucena dans Il Trovatore, Margaret dans Faust, Fides dans Le Prophète. En avril et mai 1876, elle joue dans des représentations amateures à Lviv, et en mai de la même année dans un concert à Cracovie. En 1876, elle va de nouveau se produire à l'étranger et chante, entre autres à Lisbonne, puis au Mexique, à La Havane, New York, Francfort, Prague et Kiev. Pendant la saison 1882/83, elle se produit à la Scala de Milan. En 1885, elle va à Lviv avec son mari, invités pour des représentations. Durant la saison 1885/86, ils chantent ensemble à Lviv.
Son répertoire est très vaste et varié. Le meilleur de son parti est en plus du rôle de Leonora (Il Trovatore), Amelia et Ulrica (Un ballo in maschera), Lucrezia Borgia et Orsini (Lucrezia Borgia), Valentina et Urbain (Les Huguenots), Norma et Adalgisa (Norma), Rachel (La Juive), Sélika (L'Africaine), Leonora (La Favorite).
« Douée d'une voix remarquablement grande et forte, elle pourrait avec la même facilité, aussi bien chanter des parties hautes de soprano léger, de soprano et même de contralto... Les représentations de ces rôles ont toujours été caractérisées par une grande vie et un tempérament », écrit un critique polonais. « Avec une belle voix, elle était une mauvaise actrice. Elle était cependant une excellente professeure. Elle a bien placé la voix des jeunes chanteurs ». 
Quand elle se retire de la scène, elle commence l'enseignement et crée avec son mari, Auguste Souvestre, une école de chant à Lviv, qu'ils conservent jusqu'en 1893 ;  puis ils déménagent à Dresde. Pendant un certain temps, leur école est également à Lugano. Ils enseignent à toute une gamme d'excellents chanteurs et chanteuses polonais et étrangers : Matja von Niessen-Stone, Irene von Chavanne,  Liesel Schuch-Ganzel (de).